# Musée du vin et de la batellerie
Pour l’article homonyme, voir Musée de la batellerie.
La Maison du vin et de la batellerie ou Musée ethnographique du vin, de la tonnellerie et de la batellerie, est situé à Bergerac en Dordogne.

## Présentation

### Collections
Les activités de la batellerie et du commerce viticole de la région sont présentées par des collections constituées d'objets, de photographies, d'archives et de nombreuses maquettes de bateaux. La période couverte va du Moyen Âge aux années 2000. 
- D'abord, au premier étage, du musée est présentée l'histoire de la tonnellerie qui fut une part importante de l'essor de la ville de Bergerac. On y trouve une collection d'anciens outils agricoles et objets, ainsi que l'histoire du vignoble de la ville, son évolution et son commerce vers l'Europe du Nord.
- Le second étage présente tout ce qui a rapport à l'activité viticole, notamment par la projection d'un film.
- Le troisième étage présente les maquettes et photographies des différentes gabares et autres bateaux  ayant navigué sur le fleuve ainsi que les ponts qui traversent la Dordogne aux alentours. Il est également possible de voir des outils pour travailler le bois, utilisés  dans la construction des bateaux typiques de la région.

Des pièces rares, comme une aiguière copte, sont aussi exposées.
Le musée est ouvert tous les jours de mi-avril à mi-novembre, et en semaine le reste de l'année.
Des anciennes gabares furent remises en état pour assurer des balades sur la Dordogne au départ du quai Salvette.

### Expositions temporaires
En 1993, le musée a accueilli une exposition consacrée au patrimoine industriel local, intitulée « Fonte et fer du Périgord », qui donné suite à un ouvrage.

## Histoire
La ville de Bergerac, située au bord de la Dordogne, et possédant un territoire viticole renommé, s'est développée grâce à sa place avantageuse qui lui a ouvert les portes de l'activité batelière, du commerce du vin et de la tonnellerie. Dans le souci de rendre hommage à ces activités qui ont contribué à l'essor de cette ville, après de nombreuses recherches, le musée a ouvert ses portes en 1983 dans une ancienne taverne sur le port de Bergerac.